# Раецке-Теплице
Ра́ецке-Те́плице (словац. Rajecké Teplice, нем. Bad Rajetz, венг. Rajecfürdő) — курортный город в западной Словакии около Жилины. Население — около 3 тыс. человек.

## История
Раецке-Теплице впервые упоминаются в 1376 году. Впервые использовать термальные источники начала дворянская семья Турзо в XVI веке. В 1610 Юрай Турзо построил в Раецких Теплицах первый санаторный дом у источников. В конце XVIII века здесь появляются первые врачи, в 1793 делается первый химический анализ минеральной воды. В 1882 источники покупает др. Валер Шмьяловски и начинает строительство новых санаториев. C 1889 источники начинают посещать Габсбурги. Раецке Теплице становятся популярным местом отдыха и лечения. В 1925 году источники купило общество «Ревирни братрска покладнице» из Остравы, которая перестроила существующие санатории и построила новые. В 1953 источники были национализированы и переданы профсоюзам.

## Население
| Год:                | 1994 | 2004    | 2014    | 2024    |
| ------------------- | ---- | ------- | ------- | ------- |
| Количество человек: | 2597 | 2728    | 2948    | 2833    |
| Разница:            |      | +5,04 % | +8,06 % | −3,90 % |